# Phenacoccus borchsenii
Phenacoccus borchsenii är en insektsart som först beskrevs av Matesova 1957.  Phenacoccus borchsenii ingår i släktet Phenacoccus och familjen ullsköldlöss.
Artens utbredningsområde är Kazakstan. Inga underarter finns listade i Catalogue of Life.